# 7th Cavalry Regiment
Das 7. US-Kavallerie-Regiment (7th US Cavalry Regiment) ist ein Regiment des Heeres der Vereinigten Staaten von Amerika. Es wurde 1866 aufgestellt.
Der inoffizielle Name lautet „Garryowen“. Das 7. US-Kavallerie-Regiment wurde nach seiner Aufstellung im Westen an der Frontier eingesetzt. Bis zum Zweiten Weltkrieg wurde es in der Karibik und auf den Philippinen eingesetzt. Im Zweiten Weltkrieg kam es auf dem pazifischen Kriegsschauplatz zum Einsatz und verblieb nach Kriegsende als Besatzungstruppe in Japan. Es nahm am Korea- und Vietnam-Krieg teil und wird seit den 1990er Jahren im Nahen Osten eingesetzt.

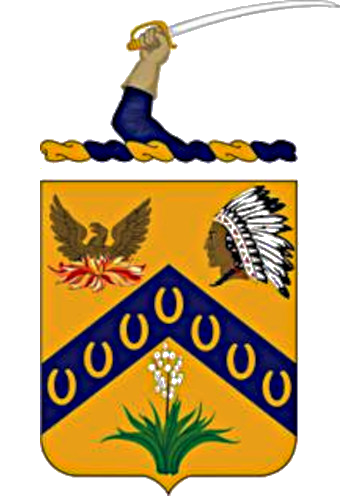
Internes Verbandsabzeichen

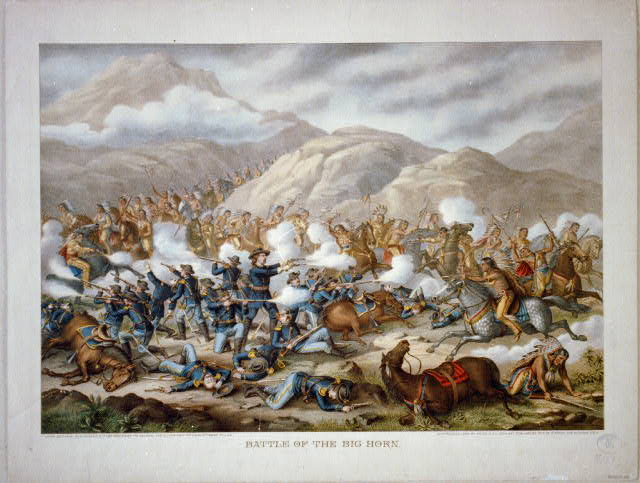
Schlacht am Little Bighorn by Allison & Kurz

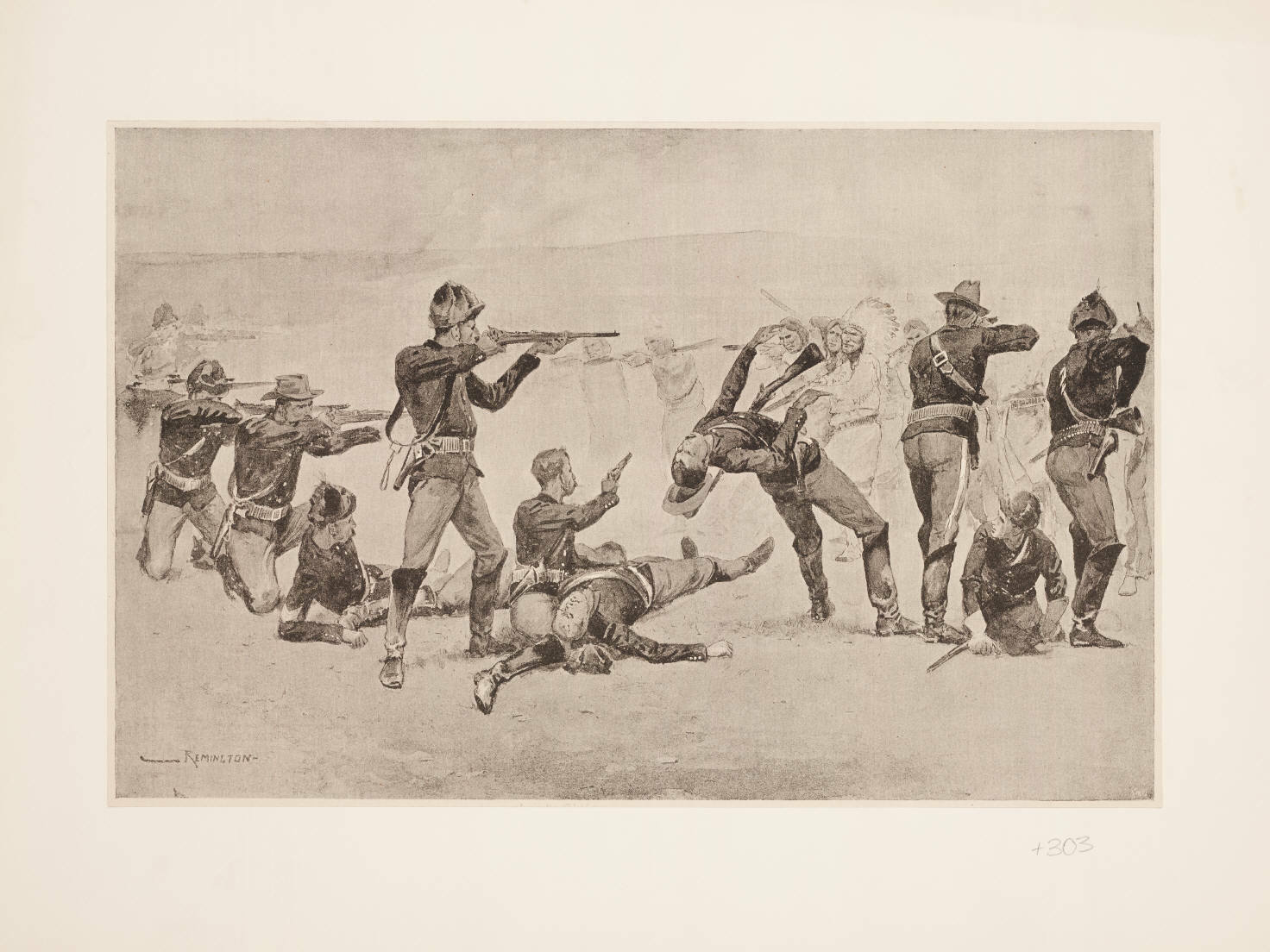
Massaker von Wounded Knee: Angehörige des 7. US-Kavallerie-Regiments feuern auf Sioux

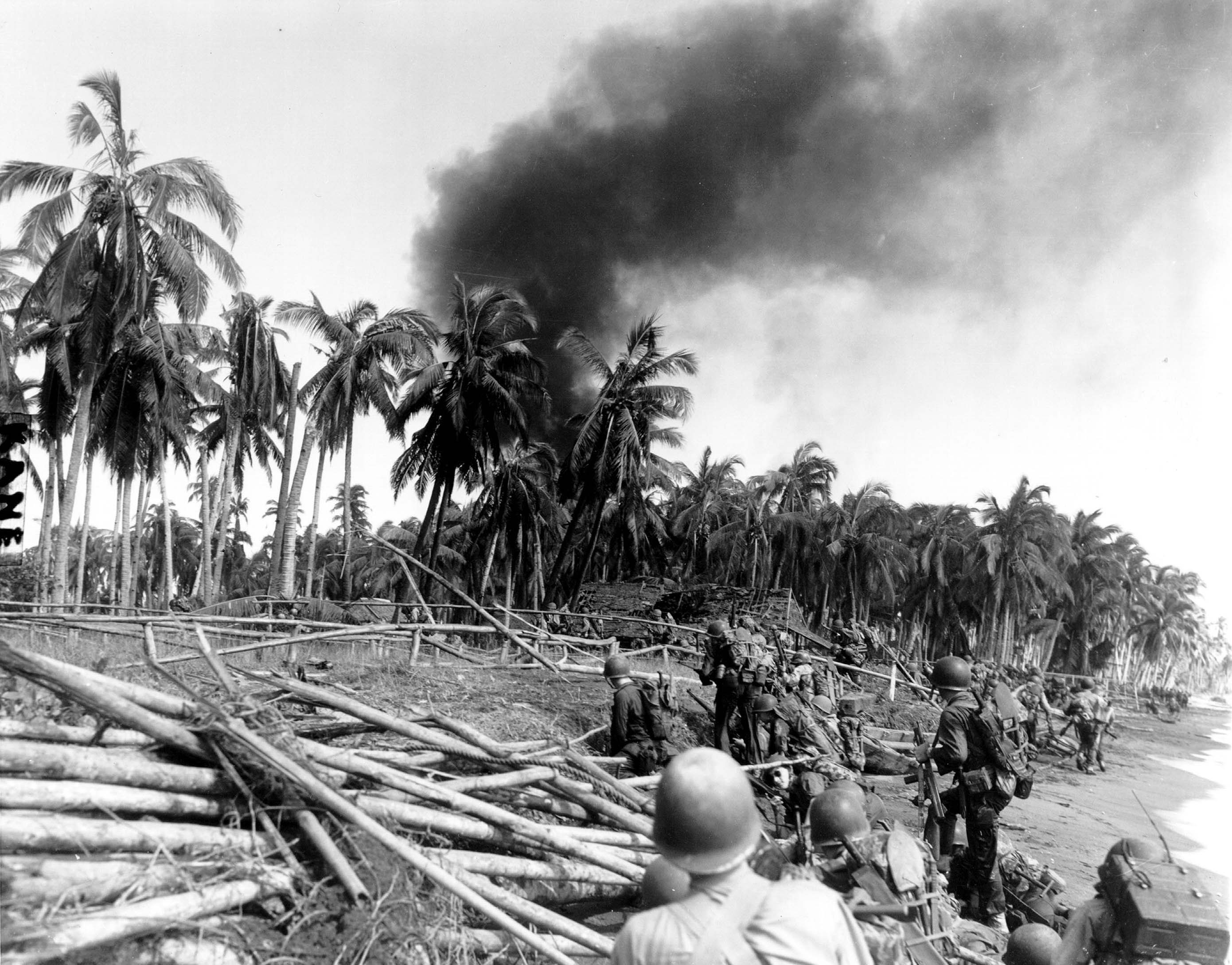
7. Kavallerie-Regiment bei der Landung auf Leyte Island 20. Oktober 1944

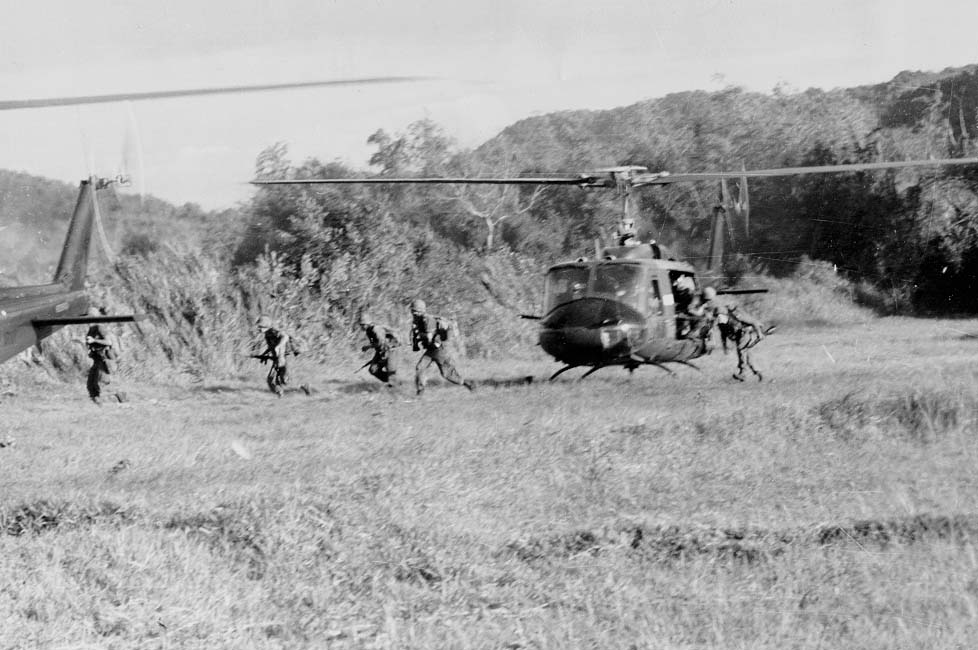
Landung von Mitgliedern des 7. Kavallerie-Regiments in Ia Drang (Vietnam 1965)

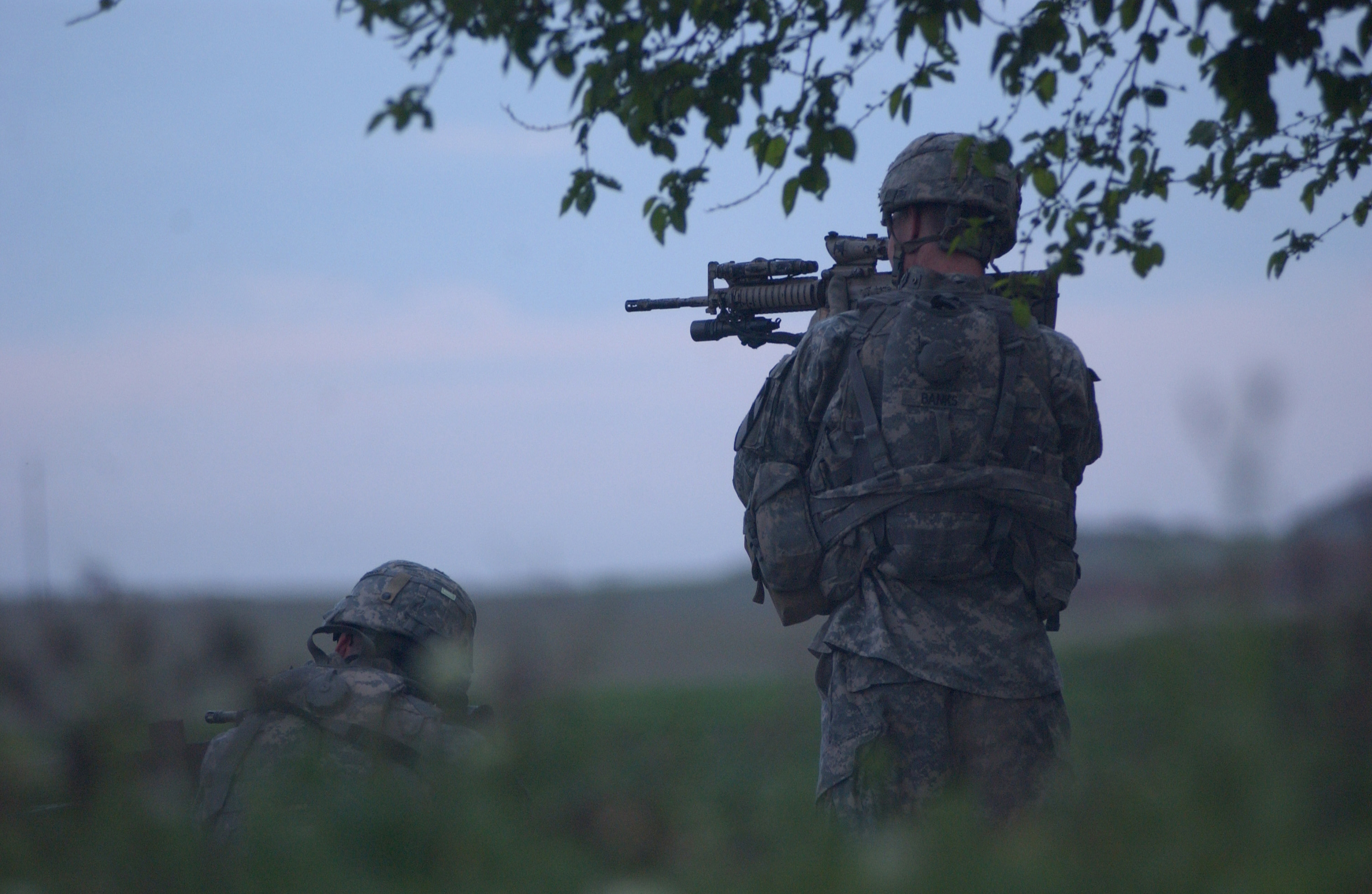
Scharfschütze des 7. Kavallerie-Regiments im Irak (2007)

In den Blickpunkt der Öffentlichkeit gelangte es durch die Niederlage in der Schlacht am Little Bighorn und 14 Jahre später durch das Massaker von Wounded Knee. In Korea war es am Massaker von Nogeun-ri beteiligt. Als 7. US-Luftkavallerie-Regiment firmierend war es an der Schlacht im Ia-Drang-Tal beteiligt, die von den Medien unter anderem in dem Film Wir waren Helden aufgegriffen wurde.

## Indianerkriege
Das 7. US-Kavallerie-Regiment wurde am 28. Juli 1866 in Fort Riley, Kansas gemeinsam mit den 8., 9. und 10. US-Kavallerie-Regimentern aufgestellt. Regimentskommandeur war bis zum 6. Mai 1869 Oberst Andrew J. Smith, danach bis 1881 Oberst Samuel Davis Sturgis. Stellvertretender Kommandeur war mit Unterbrechungen Oberstleutnant George A. Custer bis zu seinem Tod 1876. Das Regiment bestand aus zwölf Kompanien. Bataillone wurden je nach Lage aus unterschiedlichen Kompanien zusammengestellt. Jede Kompanie bestand aus vier Offizieren, 15 Unteroffizieren und 72 Mannschaften. Die Bewaffnung bestand zunächst aus Bürgerkriegsbeständen, dem Spencer Karabiner und verschiedenen Revolvern. Ab 1873 wurden die Repetiergewehre durch einschüssige Springfield Model 1873 ersetzt und die Soldaten mit dem Colt Single Action Army ausgerüstet.
Von 1866 bis 1871 war das Regiment in Fort Riley stationiert und nahm an verschiedenen Operationen in den Indianerkriegen teil. Die erste Operation, mit der das Regiment in die Öffentlichkeit trat, war der Angriff am Washita, den es unter der Führung Custers am 27. November 1868 durchführte.
Von 1871 bis 1873 war das Regiment während der Reconstruction quasi als Polizeitruppe in sieben Staaten der ehemaligen Konföderation meist in Zugstärke disloziert. Es unterstützte die Steuer- und Justizbehörden besonders bei Hinterziehungsdelikten (Schwarzbrennerei) und Ergreifung von Mitgliedern des Ku-Klux-Klans.
Da der Regimentskommandeur auch andere Aufgaben räumlich entfernt vom Standort des Regiments durchführen musste, führte tatsächlich Custer das Regiment von 1869 bis zu seinem Tod 1876. Das Regiment wurde 1873 nach Fort Abraham Lincoln im Dakota-Territorium (heute North Dakota) verlegt. Im selben Jahr sicherte es Bauarbeiten der Northern Pacific Eisenbahngesellschaft, 1874 führte das Regiment eine Erkundung in die Black Hills durch, bei der dort Gold entdeckt wurde. 1875 sicherte es eine Geländeerkundung der Eisenbahngesellschaft durch das Yellowstone-Tal. Bei allen Expeditionen, besonders der letzten, kam es immer wieder zu Zusammenstößen mit Indianern. Von September 1874 bis Anfang 1876 waren sechs Kompanien dem Wehrbereich Golf unterstellt und in Alabama und Louisiana disloziert. Im Frühjahr 1876 nahm das Regiment am Großen Sioux-Krieg von 1876 der US-Regierung als Teil Brigadegeneral Alfred Terrys Angriffskolonne teil. In der Schlacht am Little Bighorn wurden fünf Kompanien vollständig vernichtet, unter den Toten war auch George Armstrong Custer.
Das Regiment wurde daraufhin zeitweilig vom Felddienst entbunden; die Kompanien neu aufgestellt. Der US-Kongress beschloss 1877, den Umfang jeder Kavallerie-Kompanie auf 100 Mann zu erhöhen. Diese Personalstärke wurde jedoch nur selten erreicht. Das Regiment war weiter in Fort Abraham Lincoln stationiert und nahm immer wieder in Teilen an verschiedenen Feldzügen gegen Indianer teil (z. B. Nez-Percé-Krieg 1877).
1882 wurde das Regiment nach Fort Meade, heute South Dakota, verlegt. 1883 wurden die Kompanien der Kavallerie-Regimenter auch offiziell in Troops umbenannt. In den folgenden Jahren war das Regiment häufig kompanieweise in unterschiedlichen Forts der Frontier disloziert und schützte Handelswege und Eisenbahnlinien. Zudem wurde es zur Niederwerfung örtlicher Indianeraufstände eingesetzt. 1890 wurden die „L“- und „M“- Kompanien aufgelöst und der Umfang der Mannschaften der übrigen Kompanien auf 44 verringert. Schon ein Jahr später wurde die „L“- Kompanie aus indianischen Spähern neu aufgestellt. Diese Gliederung bestand bis 1897.
Im Dezember 1890 erhielt das Regiment den Auftrag, ungefähr 300 Sioux, die sich in der Pine Ridge Reservation in South Dakota aufhielten, zu entwaffnen und in die ihnen zugewiesenen Reservationen zurückzubringen; eventueller Widerstand sollte rücksichtslos gebrochen werden. Am 29. Dezember 1890 fiel während der Entwaffnung ein Schuss; die Soldaten eröffneten daraufhin das Feuer auf bewaffnete und unbewaffnete Indianer, einschließlich Frauen und Kinder. Dem Massaker von Wounded Knee fielen ungefähr 250 meist wehrlose Indianer zum Opfer. Die Verluste des Regiments betrugen drei Offiziere, elf Unteroffiziere und 29 Mannschaften.

## Zeit bis zum Zweiten Weltkrieg
Von 1895 bis 1899 war das Regiment in Fort Bayard, New Mexico und Fort Sill, Indianer-Territorium stationiert. 1898 wurden die beiden 1890 aufgelösten Kompanien erneut aufgestellt. Jede Kompanie hatte nun eine Stärke von 104, das Regiment von 1262 Soldaten. 1899 wurde die Stärke der Kompanien auf jeweils 100 Mannschaften erhöht.
Nach der Besetzung Kubas nach dem Spanisch-Amerikanischen Krieg war das Regiment von 1899 bis 1902 auf Kuba als Teil der Besatzungstruppen stationiert. Bis 1904 war es auf dem Gelände des Chickamauga National Parks stationiert.
Von 1904 bis 1907 und von 1910 bis 1915 wurde es als Teil der Besatzungstruppen auf den Philippinen eingesetzt. Für die Dauer des zweiten Aufenthaltes erhielt es den Namen „Kolonial“-Regiment. In den Jahren dazwischen wurde das Regiment wieder in Fort Riley stationiert. Nach seiner Rückkehr in die Vereinigten Staaten sicherte es Teile der mexikanischen Grenze. 1916/1917 wurde es während der mexikanischen Expedition gegen Übergriffe der Villistas Pancho Villas eingesetzt. Während dieses Feldzuges führte es den letzten Kavallerieangriff eines Verbandes des US-Heeres beim Angriff auf Guerrero am 29. März 1916 durch.
Während des Ersten Weltkriegs wurde das Regiment in Fort Bliss, Texas im Dezember 1917 der 15. US-Kavallerie-Division unterstellt. Da es in Frankreich keine Einsatzmöglichkeiten für aufgesessene Kavallerie gab, blieb das Regiment in den USA. Am 13. September 1921 wurde das Regiment Teil der neu aufgestellten 1. US-Kavallerie-Division. In den 1920er und 1930er Jahren wurde das Regiment immer wieder im Grenzschutz an der mexikanischen Grenze eingesetzt. Während der Weltwirtschaftskrise wurde begonnen, die Kavallerie-Regimenter umzugliedern, da sich berittene Truppen schon im Ersten Weltkrieg als nicht mehr zeitgemäß erwiesen hatten. Das 7. US-Kavallerie-Regiment wurde aber als berittene Einheit beibehalten, primär aus Traditionsgründen. Noch bis Oktober 1941 nahm das Regiment beritten an Manövern der Division und der 3. Armee teil.

## Zweiter Weltkrieg
Zum Zeitpunkt des japanischen Angriffs auf Pearl Harbor im Zweiten Weltkrieg befand sich die 1. Kavalleriedivision in einer großangelegten Umstrukturierung und nahm an einer Reihe großer Manöver in Louisiana teil, bei denen neue Taktiken erprobt wurden. Im Rahmen der Umgliederung wurden die Panzerabwehr- und Maschinengewehrtruppen als selbstständige Einheiten aufgelöst und den Kavallerieregimentern unterstellt. Das Regiment wurde zusammen mit der Division in den Pazifikkrieg geschickt. Am 26. Juni 1943 wurde das Regiment in San Francisco mit Ziel Australien eingeschifft, welches es am 11. Juli erreichte. Es folgten Gefechtsübungen. Anschließend nahm das Regiment an der Schlacht um Neuguinea teil.